# 皮斯基 (科羅斯堅區)
50°55′51″N 28°20′11″E / 50.93083°N 28.33639°E
皮斯基（烏克蘭語：Піски），是烏克蘭的村落，位於該國北部日托米爾州，由科羅斯堅區負責管轄，始建於1924年，面積0.1平方公里，海拔高度206米，2001年人口60，人口密度每平方公里600人。